# Jefe de Despacho Presidencial
El Jefe de Despacho Presidencial anteriormente llamado Jefe de Gabinete, es uno de los cargos más altos de las oficinas de la rama ejecutiva y una de las personas más cercanas al presidente de Colombia en decisiones administrativas y de agenda. 
Este cargo hace parte del Departamento Administrativo de la Presidencia (DAPRE) y junto con la persona que dirige este departamento, forman lo que se conoce informalmente como «el primer círculo de decisión del presidente». Dentro de sus funciones se destacan el asesorar al presidente en la elaboración de política públicas, coordinar la agenda presidencial, y presentar a consideración del presidente los asuntos provenientes de los ministerios, entre otras funciones.

## Historia
El cargo fue creado en septiembre de 2019 durante el gobierno Duque bajo el nombre de Jefe de Gabinete, inspirado en la figura del gobierno estadounidense Chief of Staff o Jefe de Gabinete de la Casa Blanca, a partir de la fusión de las figuras de secretario general y secretario privado, que venían funcionando en gobiernos anteriores en Colombia, y tenía funciones similares. Este rol fue ejercido por María Paula Correa. 
Durante el gobierno Petro este rol fue ocupado inicialmente por Laura Sarabia. En diciembre de 2022, las funciones de este cargo fueron modificadas y reducidas mediante el decreto que permitió la reestructuración del Departamento Administrativo de la Presidencia de la República (DAPRE) y pasó a llamarse Jefe de Despacho de la Presidencia, limitando igualmente el número de dependencias.

## Dependencias
A partir del decreto de diciembre de 2022, se estableció que de la Jefatura de Despacho Presidencial dependen 4 organismos:
- Casa Militar
- Jefatura para la Protección Presidencial
- Secretaría para las Comunicaciones y Prensa
- Consejería Presidencial para las Regiones

## Lista de jefes de Despacho Presidencial de la Casa de Nariño
| Presidente    | Jefe de Gabinete de la Casa de Nariño | Años      |
| ------------- | ------------------------------------- | --------- |
| Iván Duque    | María Paula Correa                    | 2019-2022 |
| Gustavo Petro | Laura Sarabia                         | 2022-2023 |
| Gustavo Petro | Armando Benedetti                     | 2025-2025 |
| Gustavo Petro | Alfredo Saade                         | 2025 -    |